# Paralaudakia lehmanni
Paralaudakia lehmanni là một loài thằn lằn trong họ Agamidae. Loài này được Nikolsky mô tả khoa học đầu tiên năm 1896.

## Hình ảnh

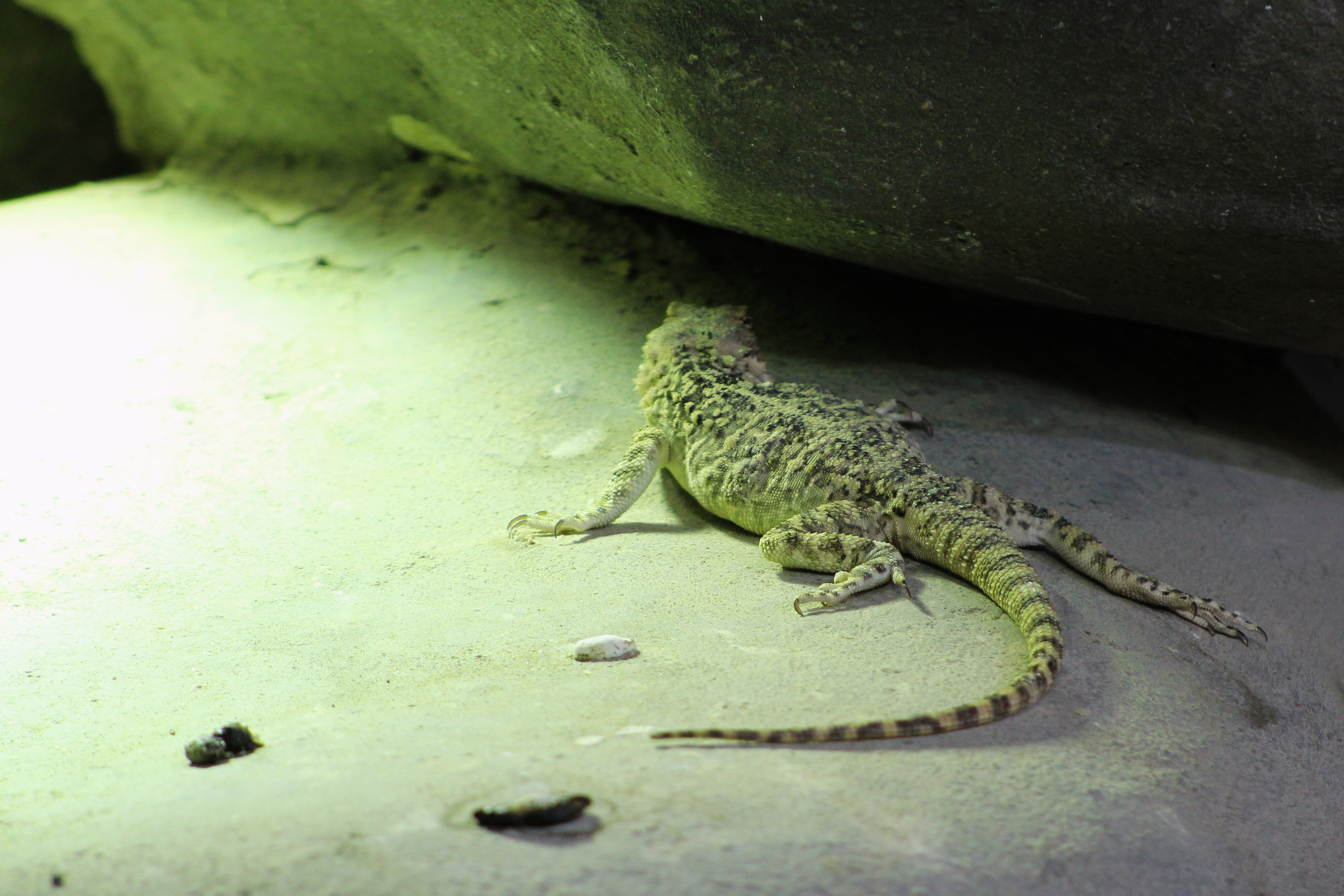
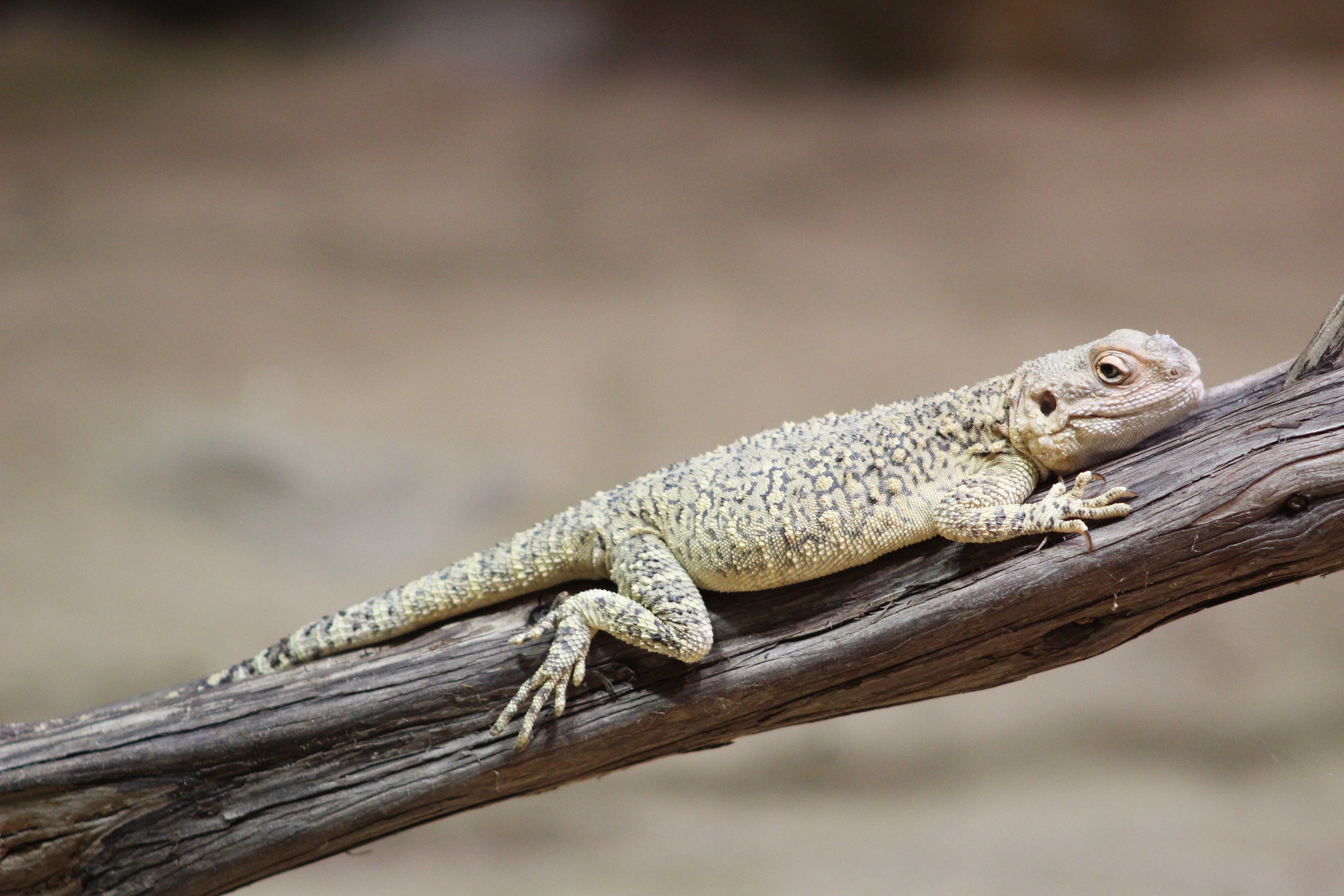

- Tập tin:Stamps of Germany (DDR) 1978, MiNr 2371.jpg